# رسول توکلی
رسول توکلی (زاده ۱۵ فروردین ۱۳۳۹ - اصفهان) هنرپیشه و فیلم‌نامه‌نویس اهل ایران است.
وی مدیر عامل «مؤسسه فرهنگی و هنری نقش جهان»، که یک استودیو فیلم‌برداری و فیلم‌سازی است.
رسول توکلی علاوه بر فعالیت هنری در عرصه فیلم و سینما در حوزه اسکله‌سازی و بندرسازی (سازه‌های دریایی) متخصص است و کتاب «جمعه میدان خالی نبود» را نیز نگارش نموده و به عنوان مجری در برنامه‌های تلویزیونی «هفت روز» در (۲۶ قسمت) و «با شما برای شما» نیز تجربه داشته‌است.

## بازیگر
- قصهٔ پریا (۱۳۸۸)
- چشمان سیاه (۱۳۸۱)
- بانوی کوچک (۱۳۸۰)
- مجروح جنگی (۱۳۷۷)
- معصوم (فیلم) (۱۳۷۷)
- شاخ گاو (۱۳۷۴)
- فردا روز دیگری است (۱۳۷۴)
- پنجاه روز التهاب (۱۳۷۲)
- شکوه بازگشت (۱۳۷۱)
- مرگ گرگ‌ها (۱۳۶۴)
- تاراج (۱۳۶۳)
- عبور از میدان مین (۱۳۶۲)
- پنجمین سوار سرنوشت (۱۳۵۹)

## تلویزیون
- آینهٔ عبرت (۱۳۷۰–۱۳۶۷)
- آقای گرفتار (سری اول) (۱۳۷۰)
- شیطان در خانه (۱۳۷۲)
- ‌بازگشت پرستوها (۱۳۷۵)
- هوش سیاه ۲ (۱۳۹۲)
- معمای شاه (۱۳۹۴) در نقش مرتضی مطهری
- یاور (۱۴۰۰)
- دردسر های شیرین (۱۴۰١)

## فیلم‌نامه
- پنجمین سوار سرنوشت (۱۳۵۹)

## سناریو
- باورناباوری‌ها
- ردپا
- آه زنگ‌ها
- خواب یخی
- استخدام
- اسم من رسول

## کتاب
- جمعه میدان خالی نبود